# Euridice dall'Inferno

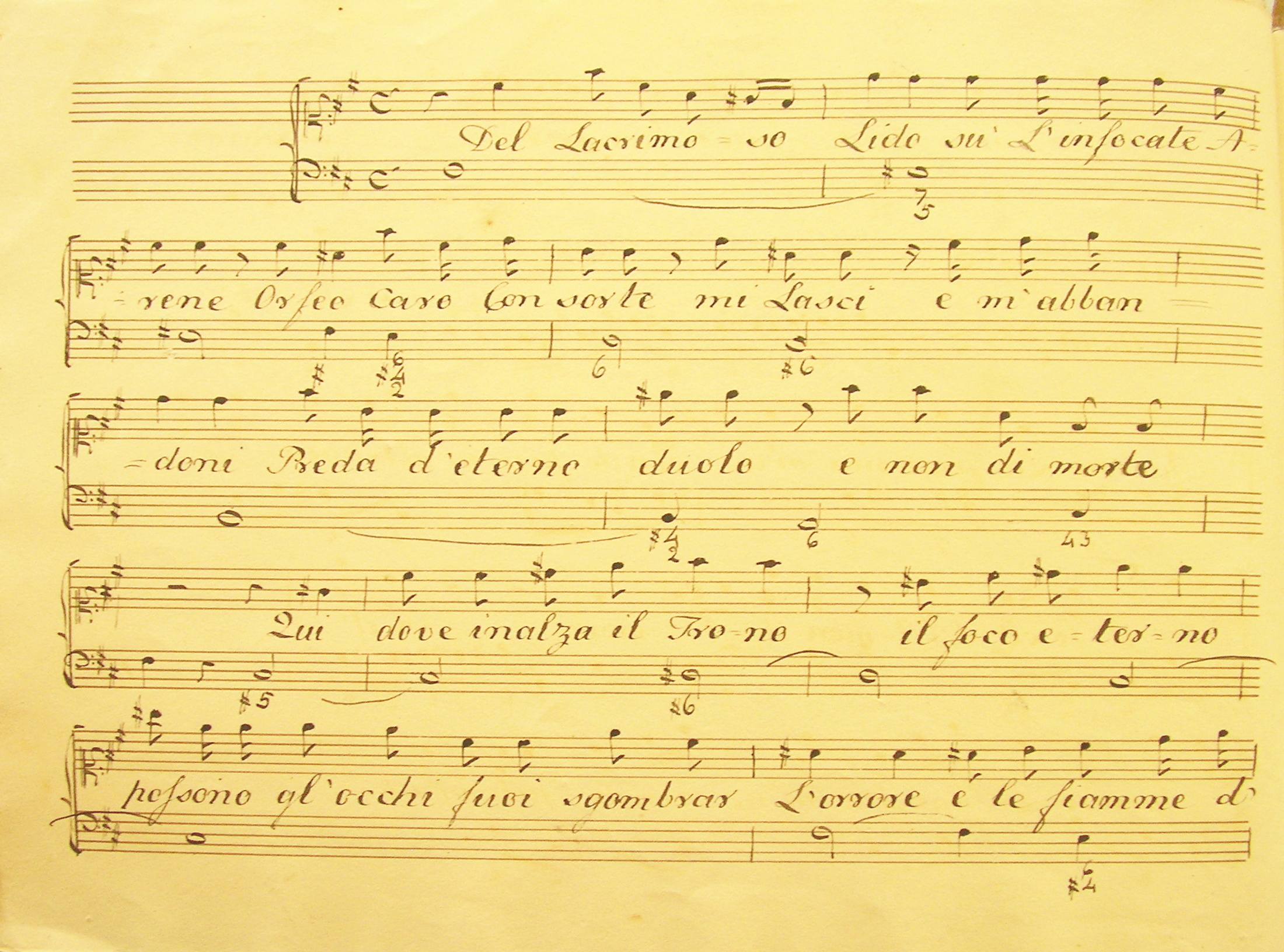
Le premier récitatif Del lagrimoso lido en si mineur, de la cantate de chambre « Euridice dall'Inferno » H.183 dans une copie manuscrite conservée à Einsiedeln (Ms.2582).

Euridice dall'Inferno (H.183) est une cantate de chambre du compositeur italien Alessandro Scarlatti, composée pour voix de soprano et basse continue. La partition porte la date du 17 juin 1699 et est considérée comme l'une de ses meilleures cantates, parmi les 820 attribuées au musicien.

## Présentation
La date, indiquée dans les deux manuscrits principaux, situe la cantate de chambre Euridice dall'Inferno, au milieu de la production de Scarlatti. L'œuvre renseigne sur les préoccupations formelles du compositeur utilisant, dès cette époque, l’aria da capo, qui demande à l'exécutant de retourner à la première partie d'une aria et donne au chanteur l'occasion d'orner à sa guise la mélodie pour renforcer l'affect (affetti) de la pièce.
L'histoire d'Orfeo est ici racontée par Eurydice, qui implore Orphée de la sortir des enfers (première aria), dans un accompagnement très chromatique. Le second air aborde les Furies, dans un élan dramatique et contrasté. Le texte de l'aria suivante exprime un optimisme prudent, dans une tonalité rare de fa  mineur.
Scarlatti laisse deux autres cantates sur le sujet d'Orphée et Eurydice : Poi ché riseppe Orfeo (H.572) et surtout L'Orfeo (H.173).

## Structure
Euridice dell'Inferno, cantata a voce sola del Sig. Alessandro Scarlatti (12 giugno 1699)
- Del lagrimoso lido (recitativo) en si mineur
- Se d'Averno la fiamma m'accende (aria)
- Se la maga tua lira (recitativo)
- Non mi tormentar più (aria)
- Io la morte incontrai (recitativo)
- Mi consola la speranza (aria)

La forme classique de la cantate est, alternant récitatifs et arias est composé de trois paires de récitatif/aria ; soit « RARARA ».

## Texte
Premier récitatif et aria.
| « [Récitativo] Del lagrimoso lido Su l’infocate arene Orfeo caro consorte Mi lasci e m’abbandoni Preda d’eterno duolo e non di morte Qui dove innalza il trono il foco eterno Possono gl’occhi suoi Sgombrar l’orror e le fiamme d’Inferno Non devi paventar s’ardi d’Amor. [Aria] Se d’Averno la fiamma m’accende Più mi abbrugia il foco d’Amore. Dell’abisso le strane vicende Non mi han tolto la fede dal core. » |  |  | « . » |

## Manuscrits
- Einsiedeln, Kloster Einsiedeln, Musikbibliothek, CH-E, 187,7|1|3 (Ms.2582)[3]
- Londres, British Library, GB-Lbl (Add. 31487 fos  62r-77r)[4]
- Münster, Santini-Bibliothek, D-Münster (Hs 3909/18)[5]
- Schwerin, Landesbibliothek Mecklenburg-Vorpommern, D-SWl (Mus.4827)[6]

## Discographie
- Del lagrimoso lido (« Euridice dall’Inferno ») H.183 - Ars Lyrica Houston : Melissa Givens, soprano ; Richard Savino, archiluth ; Matthew Dirst, clavecin (20 septembre 2006, Naxos 8.570950)

## Sources
- (en) Edwin Hanley (thèse de doctorat), Alessandro Scarlatti's cantate da camera : a biographical study, Université Yale, 1963, 546 p. (OCLC 600811264)
- (en) Matthew Dirst, « Euridice dall’Inferno », p. 3–4, Naxos (8.570950), 2009 (Lire en ligne) .